# Хоменко Ірина Семенівна
Ірина Семенівна Хоменко (23 травня 1937, зернорадгосп імені 20-річчя Жовтня Борівського району Харківської області, тепер село Вишневе Борівської селищної громади Ізюмського району Харківської області — ?) — українська радянська комсомольська діячка, секретар ЦК ЛКСМУ, заступник міністра освіти УРСР.

## Біографія
У 1959 році закінчила історичний факультет Львівського державного університету імені Франка.
У 1960—1964 роках — на комсомольській роботі.
Член КПРС.
У 1964—1969 роках — на партійній роботі.
У 1969 — вересні 1973 року — секретар ЦК ЛКСМУ.
У 1973—1992 роках — заступник міністра освіти Української РСР (України).
З 1993 року — головний консультант, консультант секретаріату Комітету Верховної Ради України з питань прав людини, національних меншин і міжнаціональних відносин.
Брала участь у розробці законів України «Про освіту», «Про позашкільну освіту», «Про звернення громадян», «Про громадянство України» та ін., в підготовці аналітичних матеріалів до проєкту Конституції України. Була експертом з питань громадянства, національних меншин і міжнаціональних відносин.
Потім — на пенсії.

## Нагороди та відзнаки
- два ордени «Знак Пошани» (1971, 1980)
- медаль імені Антона Макаренка (1980)
- медалі
- Почесна грамота Президії Верховної Ради Української РСР (1972)
- Грамота Президії Верховної Ради УРСР (1987)